# Conus amphiurgus
Conus amphiurgus é uma espécie de gastrópode do gênero Conus, pertencente à família Conidae.